# گوئرچینو
گوئرچینو (ایتالیایی: Guercino; ۸ فوریهٔ ۱۵۹۱ – ۲۲ دسامبر ۱۶۶۶) نقاش و طراح دوره باروک اهل ایتالیا بود. ناتورالیسم چیرهٔ کارهای آغازینش در تضاد با اعتدال آثار کلاسیک متأخرش قرار دارد. طرح‌های بسیارش به سرزندگی و پرفروغی شهره‌اند.

## نگارخانه

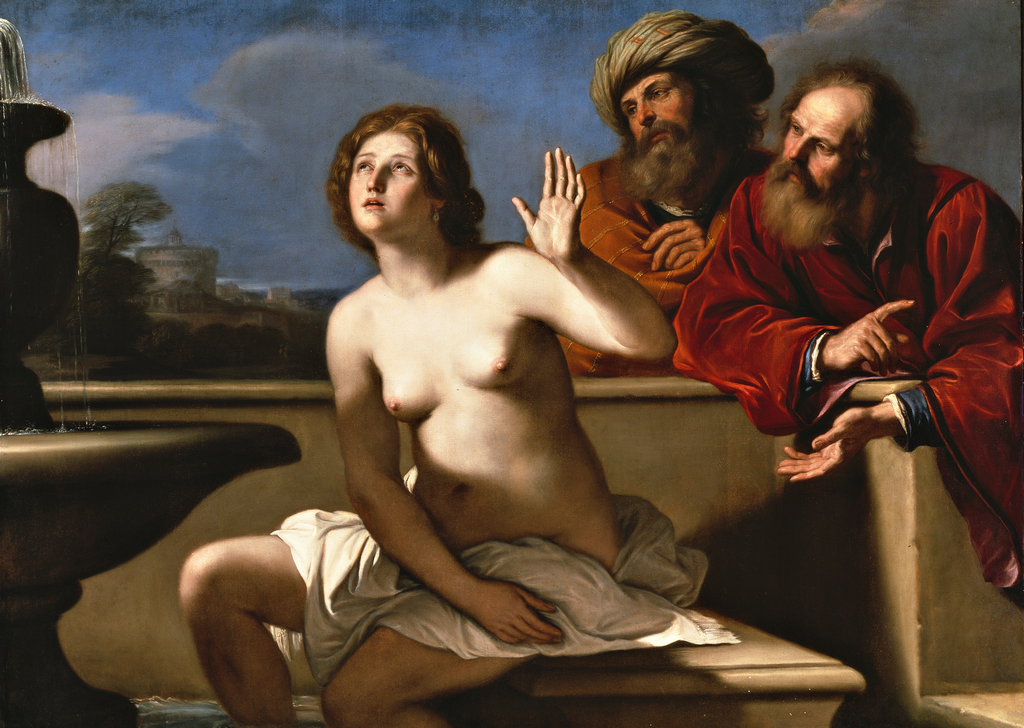
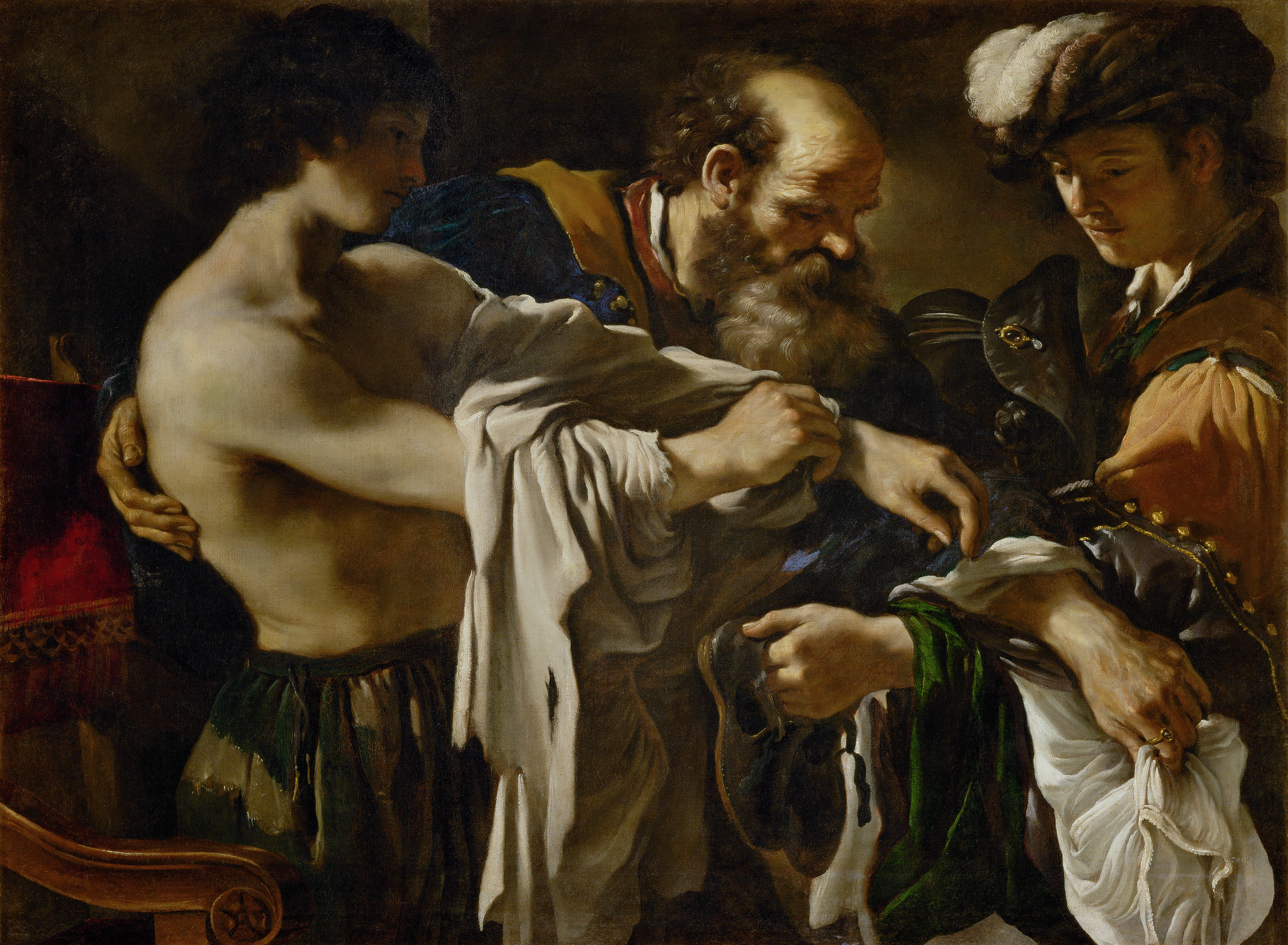
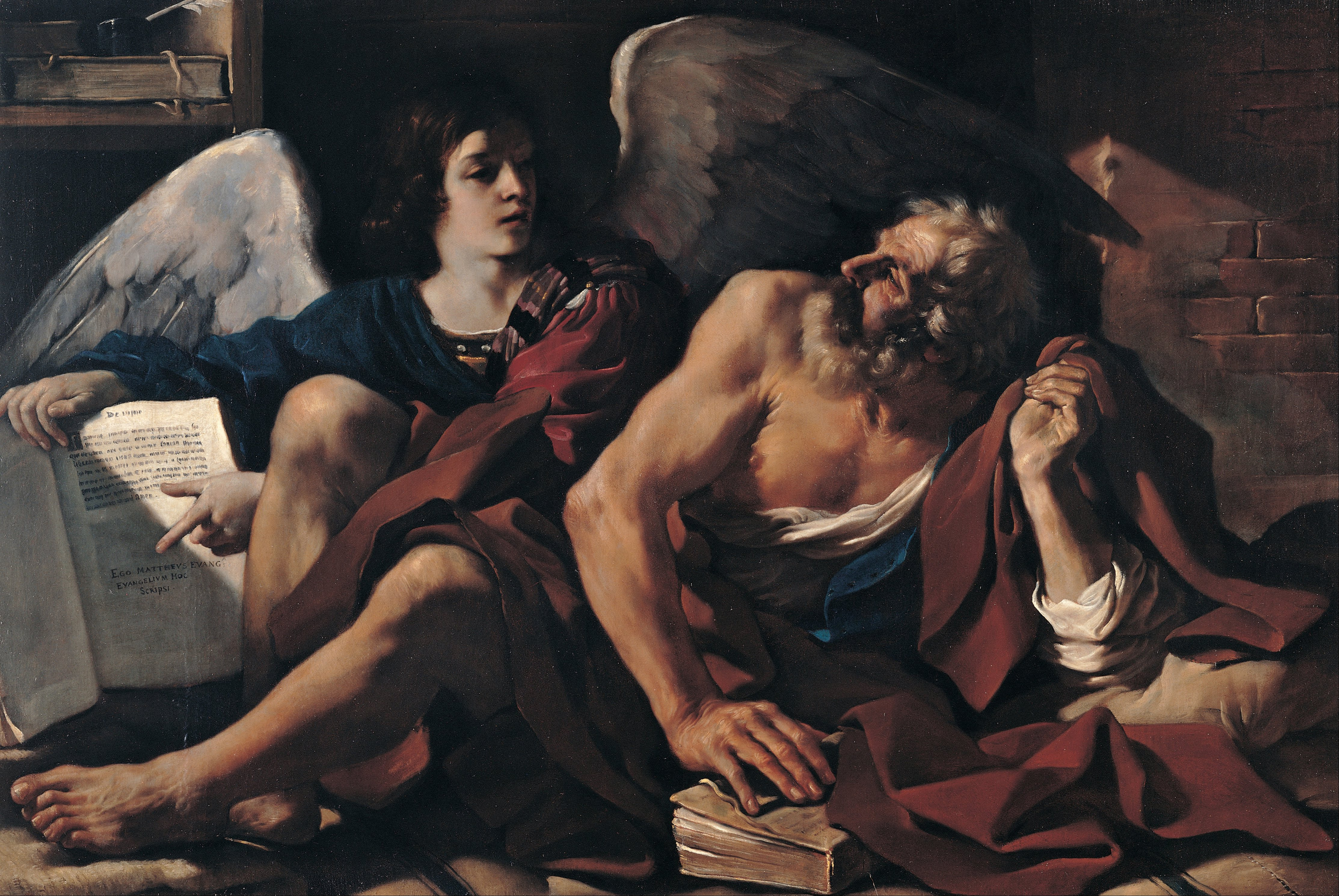
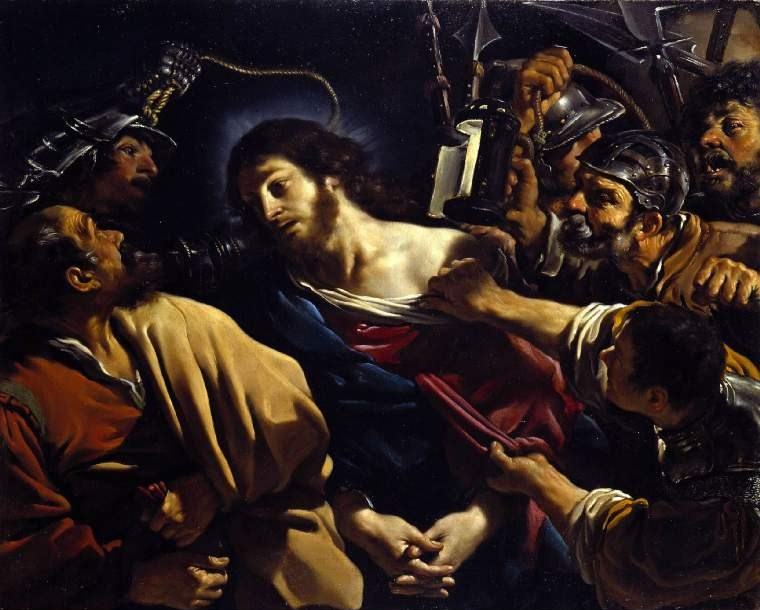
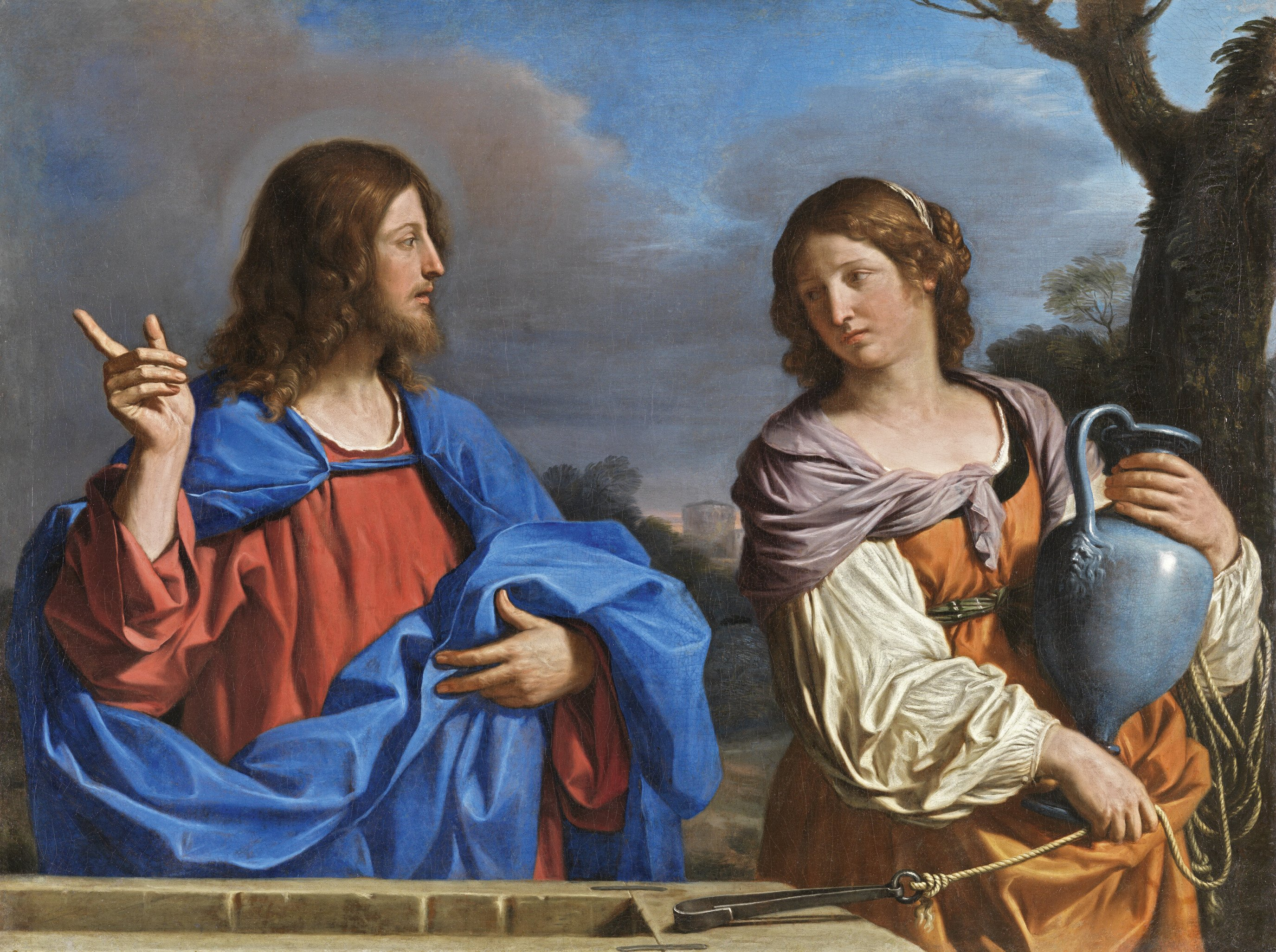
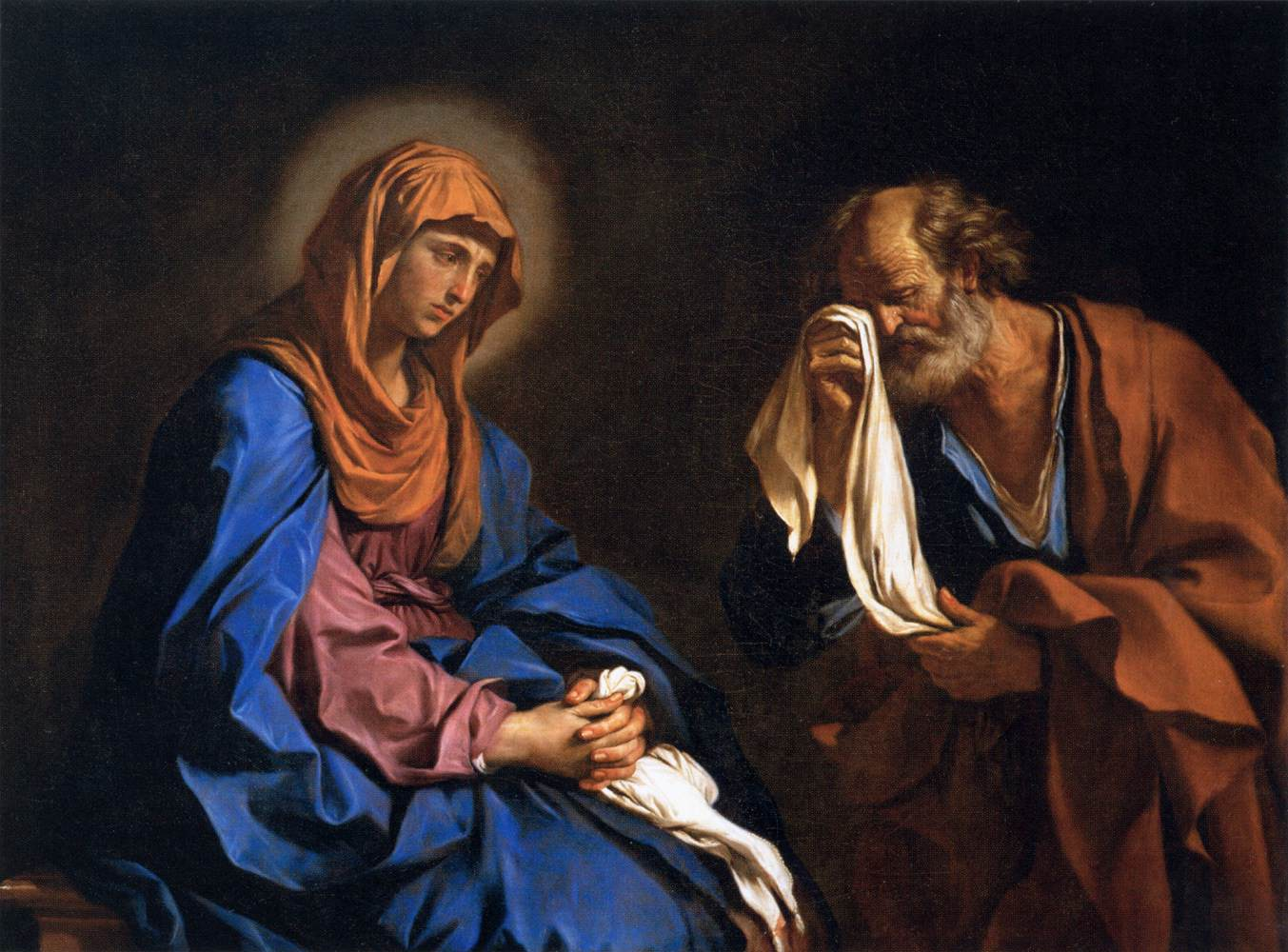
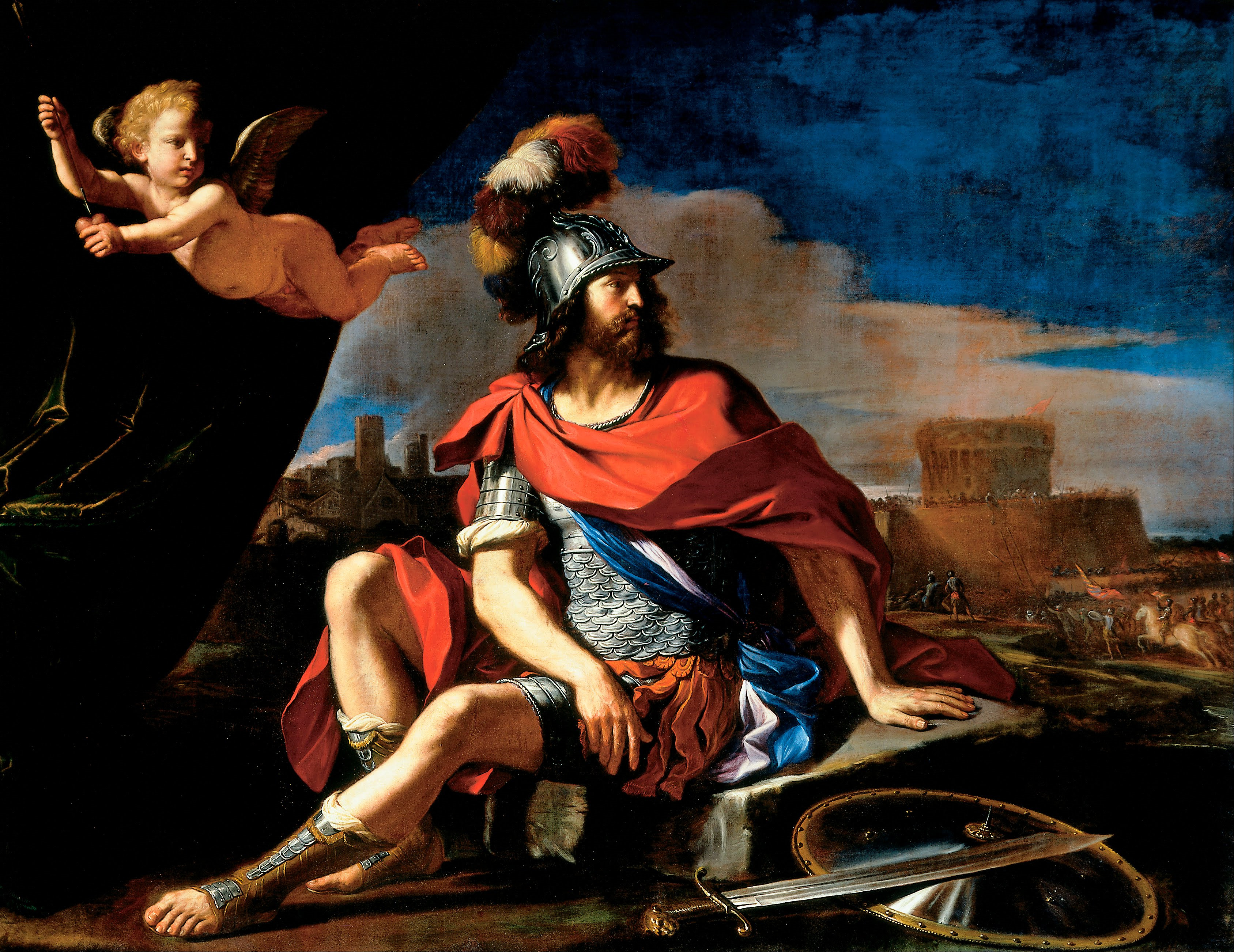
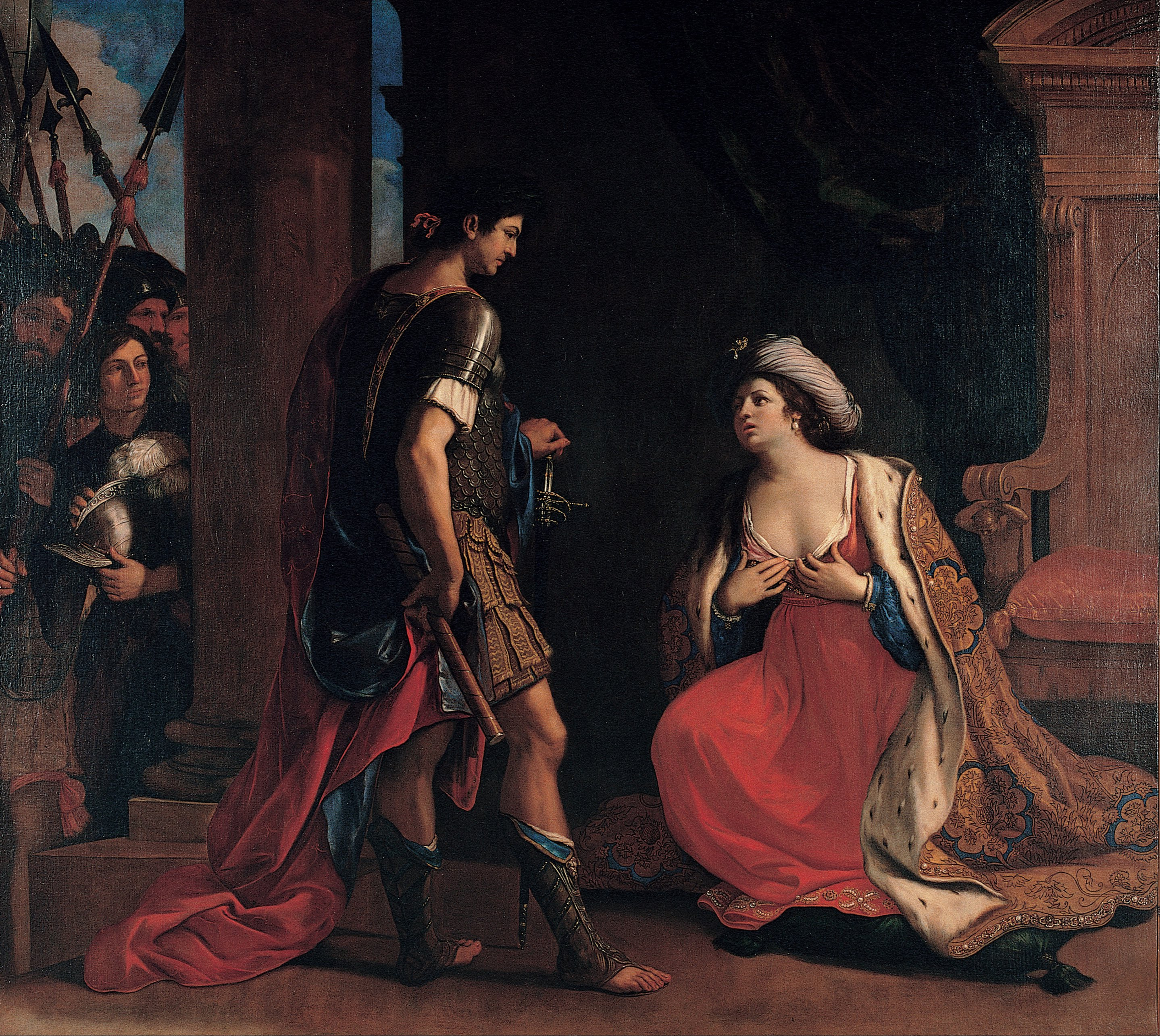
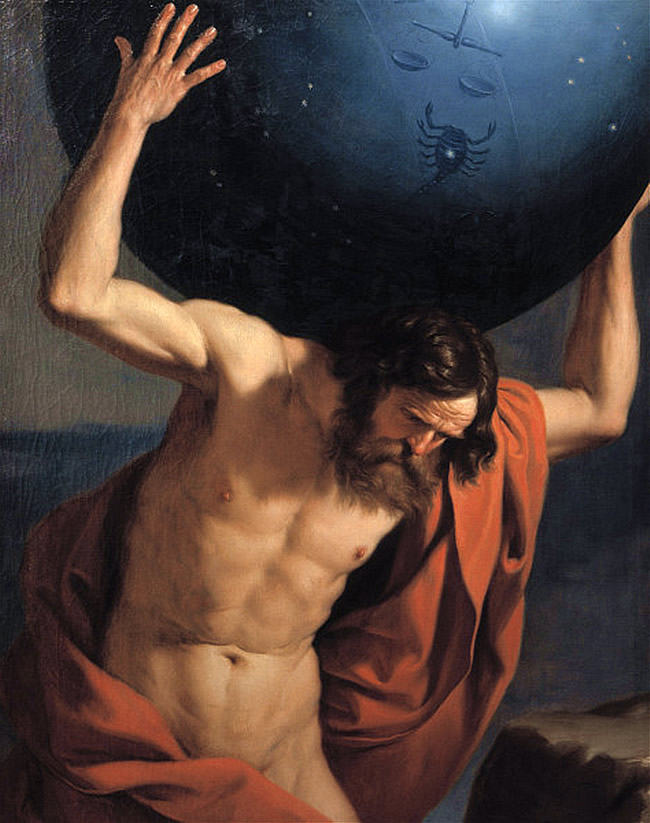
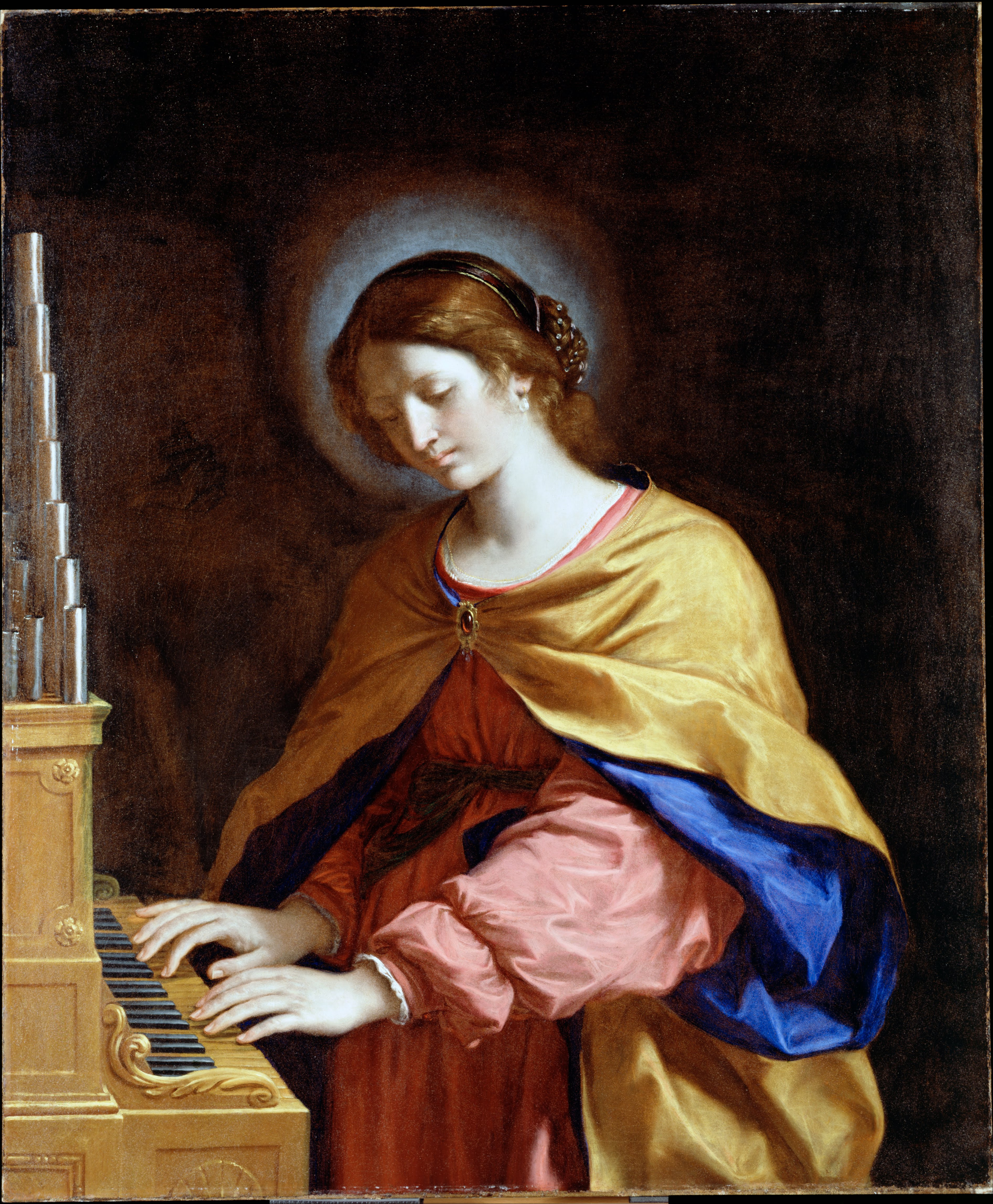
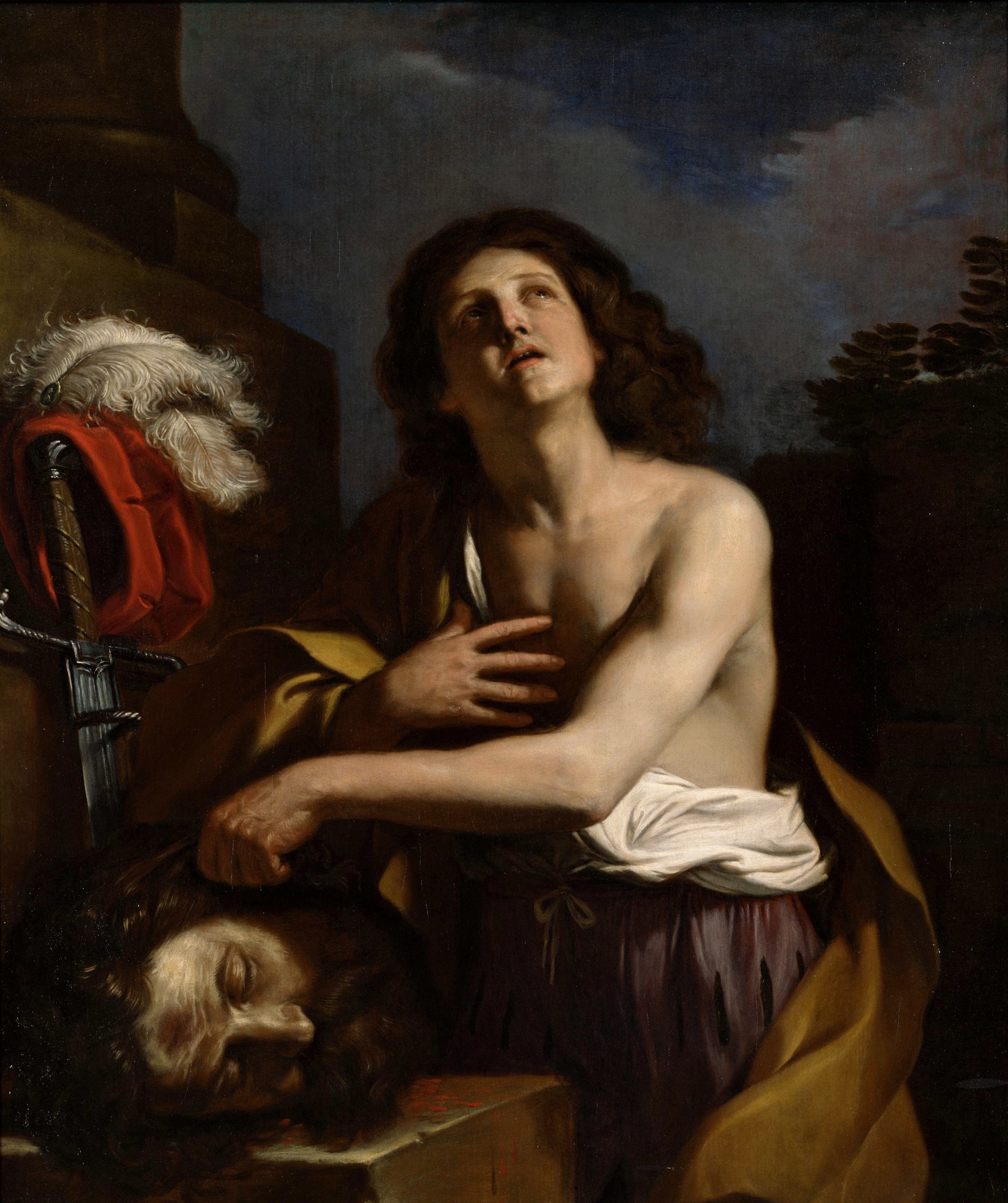
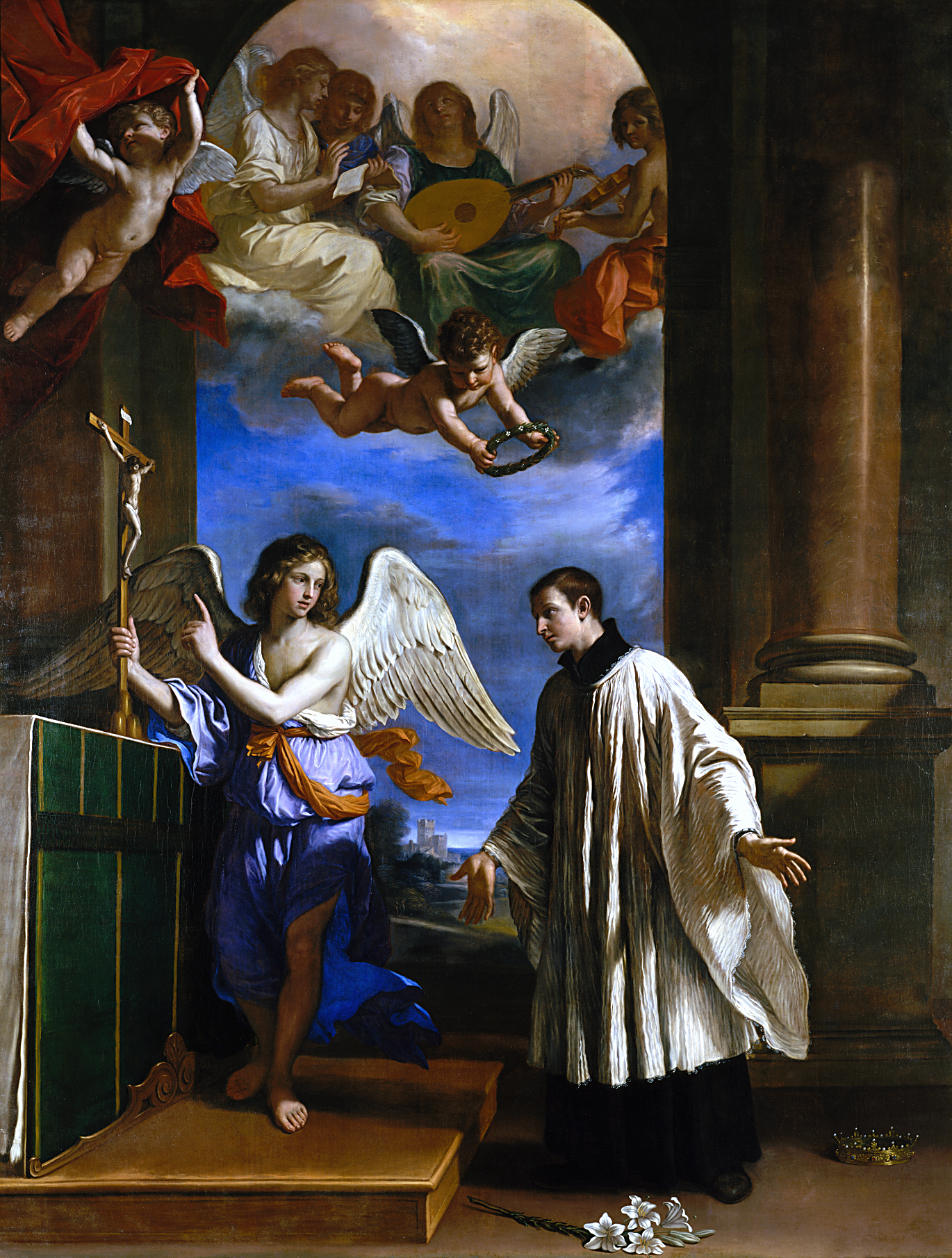
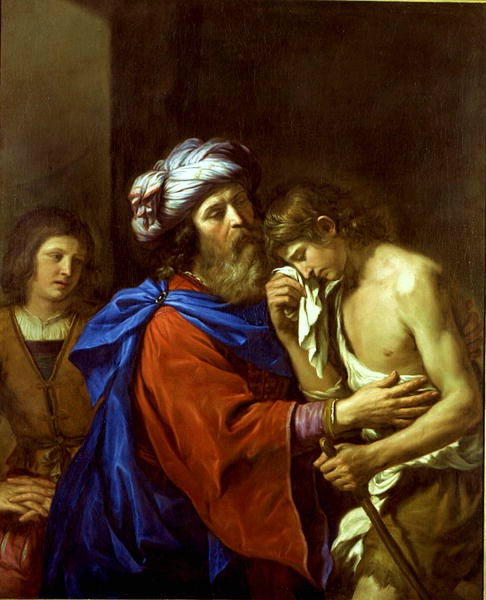
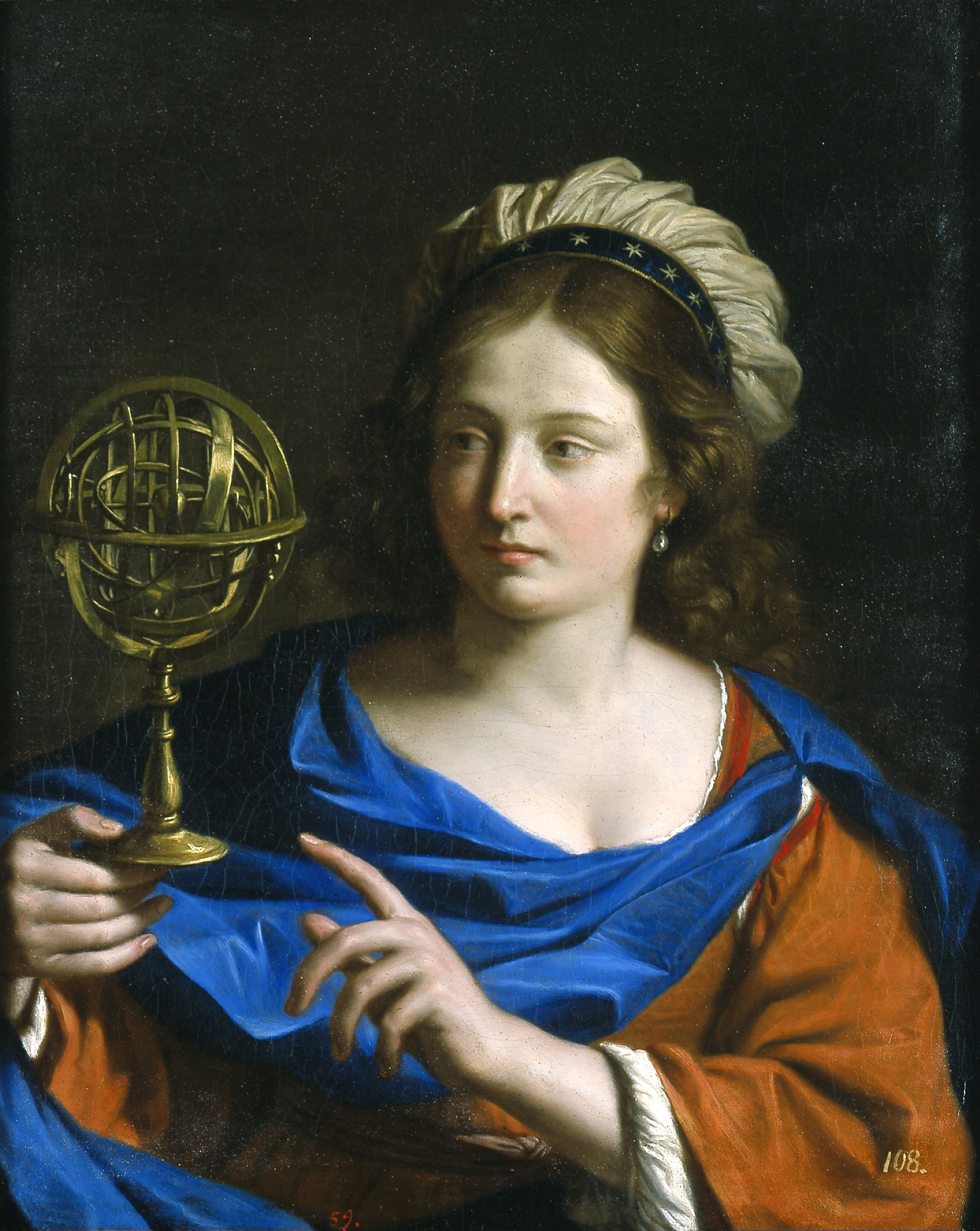
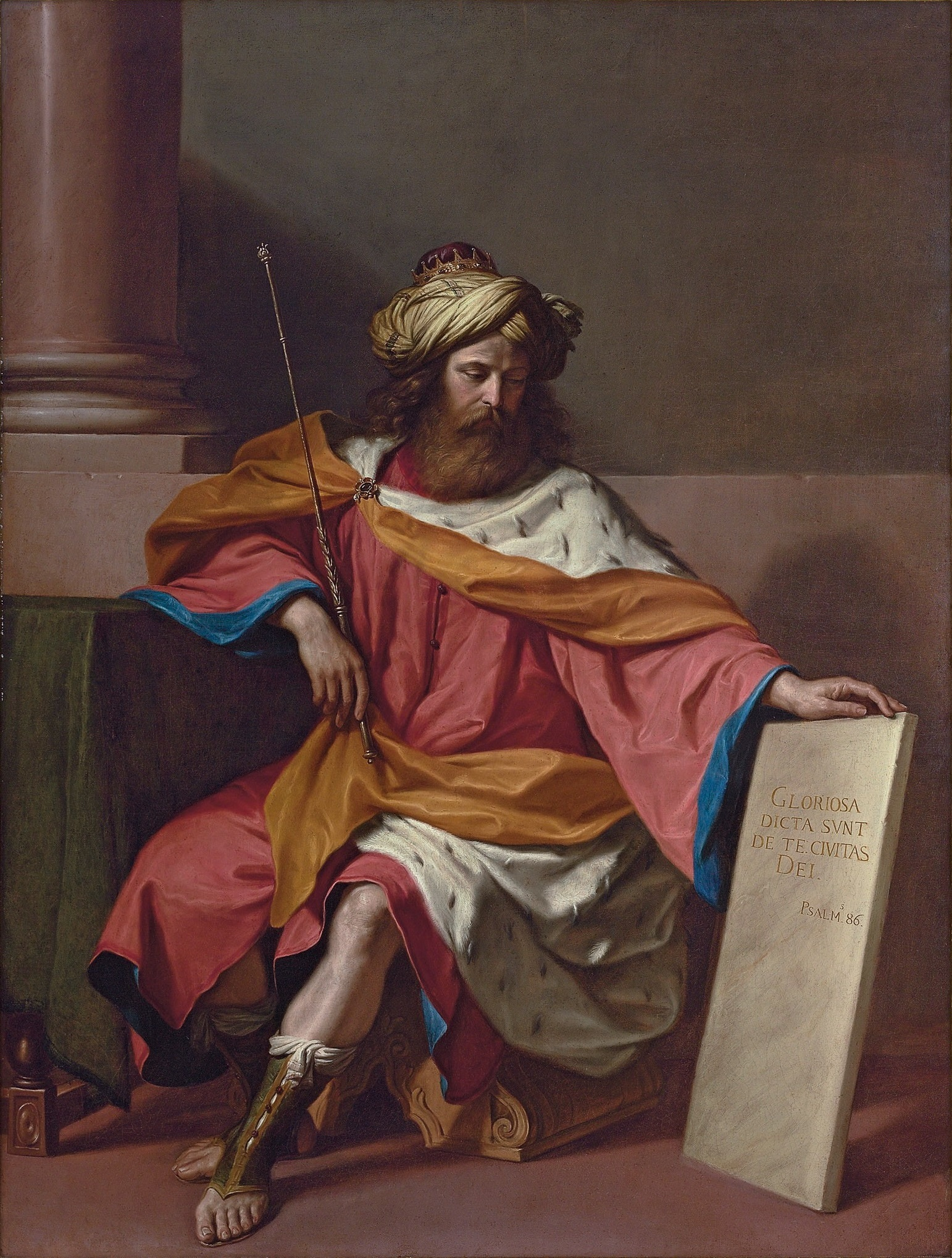
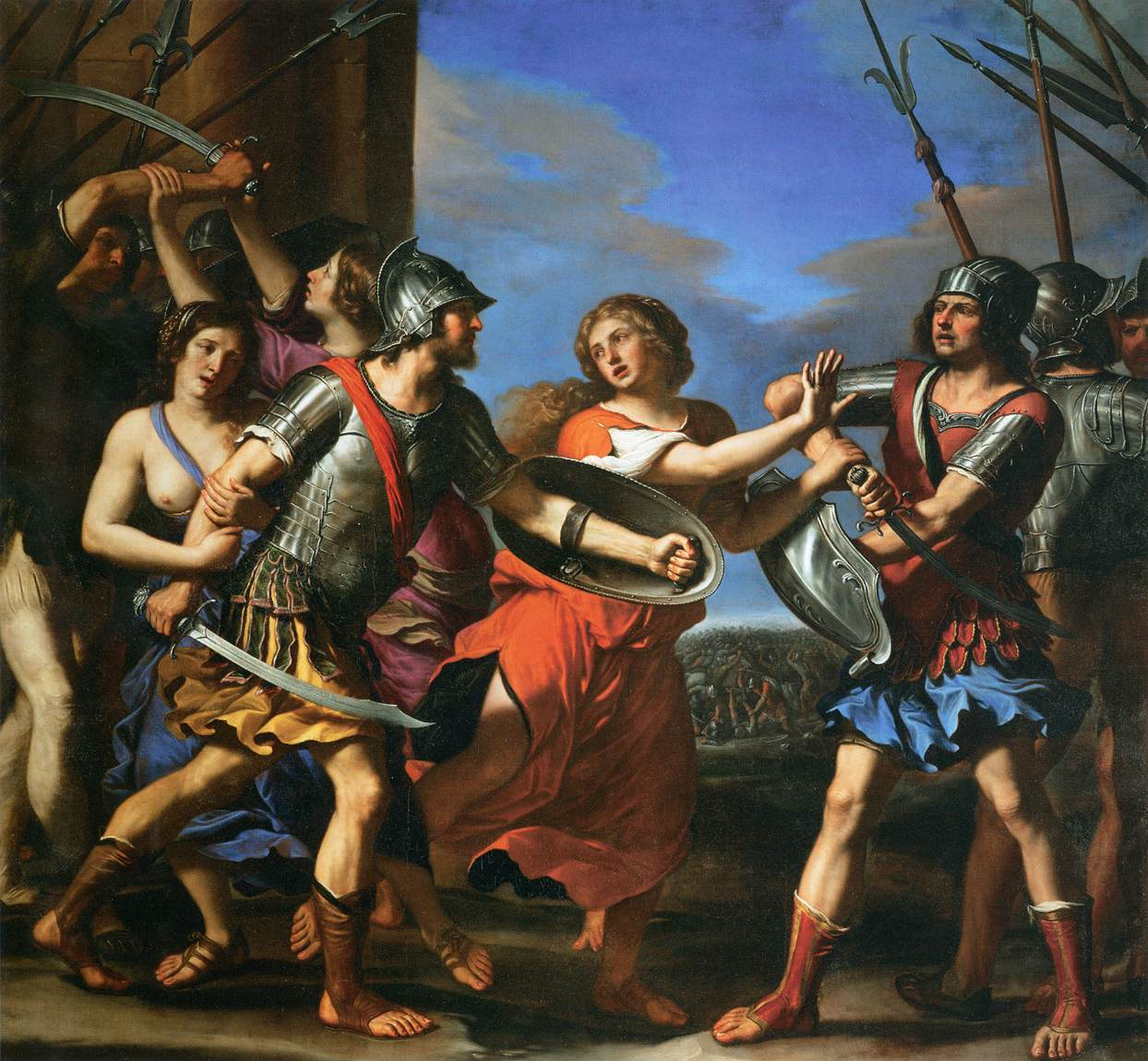
هرسیلیا رومولوس و تیتوس تاتیوس را از یکدیگر جدا می‌کند (بخشی از ماجرای ربودن زنان سابین)